# Dragomirești
Dragomirești (deutsch Dragomir, ungarisch Dragomérfalva) ist eine Kleinstadt im Kreis Maramureș in Rumänien.

## Geografie
Dragomirești liegt im Norden des Landes am Oberlauf des Flusses Iza. Die Kreishauptstadt Baia Mare befindet sich etwa 100 Kilometer (55 km Luftlinie) westlich.

## Geschichte
Die ältesten archäologischen Funde auf dem Gebiet der heutigen Stadt stammen aus der Bronzezeit.
Dragomirești wurde 1405 erstmals urkundlich erwähnt. Der Ort gehörte lange Zeit zum Königreich Ungarn und zum unter osmanischer Oberherrschaft stehenden Fürstentum Siebenbürgen. Durch den Frieden von Karlowitz (1699) wurde die Region ein Teil Österreich-Ungarns. Zu Beginn des 18. Jahrhunderts kam es zu Aufständen von Leibeigenen; auch von den Kuruzenaufständen war der Ort betroffen. Infolge von Einfällen der Tataren 1717 wurde Dragomirești teilweise zerstört. 1870 erhielt Dragomirești – das 1867 durch den Österreichisch-Ungarischen Ausgleich wieder Teil Ungarns geworden war – den Status des Stuhlbezirks Izavölgy („Izatal“) im Komitat Máramaros. Am Ende des 19. und zu Beginn des 20. Jahrhunderts entstanden Ansätze einer industriellen Entwicklung, insbesondere auf dem Gebiet der Holzverarbeitung.
Nach dem Ersten Weltkrieg kam der Süden der Maramuresch und damit auch Dragomirești zu Rumänien. Nach dem Zweiten Weltkrieg existierte im Ort eine antikommunistische Widerstandsgruppe unter dem Pflüger Ion Ilban, bis sie 1949 von der Securitate zerschlagen wurde.
2004 wurde Dragomirești zur Stadt erklärt. Die wichtigsten Erwerbszweige sind die Landwirtschaft (u. a. Obstbau), die Holz- und Lebensmittelverarbeitung, der Handel und die Herstellung von Möbeln.

## Bevölkerung
Im Jahr 1880 wurden 1546 Einwohner registriert, darunter 1155 Rumänen, 284 Rumäniendeutsche und Juden sowie 34 Ungarn. 1920 waren von 1892 Bewohnern 776 Juden. 1977 wurde mit 3519 die maximale Einwohnerzahl erreicht. Bei der Volkszählung 2002 lebten in Dragomirești 3132 Menschen, davon 3117 Rumänen.

## Verkehr
Dragomirești liegt an der Kreisstraße (drum județean) DJ186; verfügt über keinen Bahnanschluss. Es bestehen Busverbindungen nach Sighetu Marmației.

## Sehenswürdigkeiten
- Museum
- Kloster Dragomirești (1927)
- Landschaftlich reizvolle Umgebung (Iza-Tal, Țibleș-Gebirge)

## Persönlichkeiten
- János Bud (1880–1950), Statistiker, Politiker und Minister